# Søren Petersen (Boxer)
Søren Peter Petersen (* 6. Dezember 1894 in Kolding, Dänemark; † 1945 in Belgien) war ein dänischer Schwergewichts-Boxer.
Søren Petersen nahm bei den Olympischen Spielen 1920 in Antwerpen das erste Mal an Olympia teil und gewann nach einer Finalniederlage gegen Ronald Rawson die Silbermedaille. Er wurde allerdings daraufhin nicht Profiboxer, sondern blieb Amateur und konnte daher vier Jahre später erneut bei Olympia teilnehmen. Bei den Spielen 1924 in Paris kämpfte er sich erneut ins Finale, verlor allerdings gegen den Norweger Otto von Porat. Nach dieser Olympiade wurde er Profiboxer, konnte allerdings keine weiteren Titel mehr erringen. Von seinen 16 Profikämpfen gewann er acht, davon drei durch KO, verlor sieben, davon sechs durch KO, ein Kampf ging unentschieden aus. Seinen letzten Kampf bestritt er am 29. Februar 1932.